# العلاقات التركية الليبية
العلاقات التركية الليبية، هي هي العلاقات الخارجية الثنائية بين تركيا وليبيا.

## التاريخ
في 2009، أعلنت ليبيا المنطقة الاقتصادية الخالصة لها. وفي مايو 2009 أعلنت أنها متفتحة على عقد اتفاقيات دولية لترسيم الحدود البحرية. وبناء على قانون البحار الإقليمية، الصادر في 18 فبراير 1959، فإن عرض المياه الإقليمية الليبية هو 12 ميل بحري. كما أعلنت منطقة حماية مصايد الأسماك بعرض 62 ميل، بداية من الحد الخارجي للبحار الإقليمية، في 1 أبريل 2005، وأودعت اعلانها بالأمم المتحدة. وفي 27 مايو 2009، أعلن المجلس الشعبي الليبي العام منطقة اقتصادية خالصة بالاتساق مع الاتفاقات الدولية الحاكمة وأودع الإعلان لدى الأمم المتحدة.

## الثورة الليبية 2011
في 16 سبتمبر 2011 زار رئيس الوزراء التركي رجب طيب إردوغان العاصمة طرابلس والتقى مصطفى عبد الجليل رئيس المجلس الوطني الانتقالي ورئيس وزرائه محمود جبريل وعدد من المسئولين الليبيين الجدد بعد سقوط نظام معمر القذافي.